# Petrus en Pauluskerk (Kranenburg)
De rooms-katholieke Sint-Petrus-en-Pauluskerk is de parochiekerk in Kranenburg. Tegelijkertijd is de kerk een bedevaartkerk waar het Wonderbaarlijk Kruis wordt vereerd. Van 1436 tot 1802 was het een stiftskerk, gewijd aan de heilige Martinus.

## Geschiedenis
Een eerste kerk in Kranenburg moet er in ieder geval al in 1277 hebben gestaan. Met de vondst van het Wonderbaarlijk Kruis in 1308 begon een stroom pelgrims naar Kranenburg af te reizen en nog in de 14e eeuw werd een nieuwe kerk gebouwd. In de eerste helft van de 15e eeuw werd deze nieuwbouw weer vervangen door de huidige laatgotische pseudobasiliek. Het eerste deel van de kerk werd door Gisbert Schairt ontworpen, die ook meewerkte aan de Sint-Stevenskerk te Nijmegen en de Sint-Viktordom te Xanten.
De geleidelijke teruggang van het aantal pelgrims verhinderde de voltooiing van het oorspronkelijke plan. Een groots opgezette kooromgang kwam niet tot stand en ook de toren bleef als een onvoltooide stomp staan. Pas tegen het begin van de Eerste Wereldoorlog werd de toren met de huidige afsluiting verhoogd.
Na eeuwenlange verwaarlozing werd de kerk rond het einde van de 19e/begin van de 20e eeuw grondig gerenoveerd. De oorlogswinter van 1944-1945 bracht echter grote verwoestingen aan de daken, de gewelven en de muren. De reconstructie in 1949 tot 1970 vond grotendeels in de originele staat plaats.
In een periode van een toenemend aantal diefstallen uit kerkgebouwen, werd ook de Petrus en Pauluskerk slachtoffer van kerkroof. In 2011 werden enkele kruisen uit de kerk geroofd. Ook werd er koperwerk aan de buitenmuren van kerk gestolen.

## Het Wonderbaarlijke Kruis
Het doel van de pelgrimage naar de Petrus en Pauluskerk is het Wonderbaarlijk Kruis. Volgens het in 1338 door Johannes van Wanray opgetekende verhaal had een herder met pasen 1280 een geconsacreerde hostie, die hij niet door kon slikken, in een spleet van een eikenboom in het Rijkswoud gespuwd. De herder biechtte zijn heiligschennis op bij de priester, maar de hostie werd na lang zoeken door de pastoor niet teruggevonden. De boom werd 28 jaar later geveld om tot brandhout voor de pastoor te worden gehakt. Tijdens het spalten van de boom op het kerkplein viel er een 80 cm groot corpus uit. De berichten dat uit een hostie een corpus gegroeid was deden snel de ronde en op instigatie van graaf Otto van Kleef werd het corpus ter verering opgesteld in de parochiekerk. Lange tijd werd Kranenburg het belangrijkste bedevaartsoord van het hertogdom Kleef.
Op de plaats waar ooit de eik heeft gestaan staat tegenwoordig een bescheiden monument. In 2008 werd de 700ste verjaardag van de Kruisbedevaart te Kranenburg gevierd. De jaarlijkse Kruisprocessie vindt op de zondag na 14 september plaats, het feest van de Kruisverheffing.

## Inrichting
Ondanks de grote verliezen ten gevolge van de secularisatie, latere verkopen en oorlogsschade, heeft de kerk ook nu nog een rijke inrichting.

### Altaren
- Het hoogaltaar dateert in de huidige opzet uit circa 1900. De grote bovenste altaarvleugels dateren echter uit 1563, de kleine onderste stammen uit circa 1900. Het neogotische schijn herbergt enkele beelden uit de 15e eeuw.
- Het kruisaltaar is een Antwerps retabel uit de 16e eeuw. In de Tweede Wereldoorlog werden de schrijn en de beschilderde vleugels verwoest. Omdat de beelden op enkele uitzonderingen na gered werden, kon het altaarrozet gereconstrueerd worden.
- Het Maria-altaar is een kunstwerk dat afkomstig is uit het atelier van Ferdinand Langenberg, het dateert uit het begin van de 20e eeuw.

### Beelden en schilderijen
Uit het oude stiftsbezit bleef een veelvoud van beelden en schilderijen bewaard. Bijzonder vermeldenswaardig is een Christoffelbeeld uit de eerste helft van de 16e eeuw en een altaartafel met de voorstelling van een calvarieberg uit ± 1430.

### Beeldhouwwerk
Het westelijke travee van het middenschip herbergt een zeshoekig doopvont uit 1448. Het laatgotische doopvont is rijk versierd met maaswerk. In het koor van het zuidelijke zijschip bevindt zich een torentje in de vorm van een sacramentshuis, waarin het Kranenburgse heiligdom wordt bewaard. Het huidige torentje betreft een reconstructie uit 2008, het origineel werd in de oorlog verwoest. Achter het kruisaltaar bevinden zich de resten van het na 1802 afgebroken doksaal, de tegenwoordig beschadigde beelden op de consoles tonen de heilige Martinus, Petrus en een niet meer identificeerbaar persoon. Enige jaren terug werden de oude grafzerken, die lang geleden naar het kerkhof verhuisden, teruggeplaatst in de kerk.

### Vensters
Het enige vensters met originele middeleeuwse delen van een kruisigingsgroep is tegenwoordig in het koor van het zuidelijke zijschip ingebouwd. Een fragment met een voorstelling van de Moeder Gods met het Jezuskind wordt in het Museum Katharinenhof bewaard. De moderne vensters in de koorruimte van Johannes Beeck thematiseren de sacramenten, het grote venster van Vincenz Pieper onder de toren stelt de Apocalyps voor. Onder de orgelgalerij bevindt zich een klein venster van de Kranenburgse kunstenaar Johann Peter Heek.

### Klokken
De kerk heeft drie klokken. De grote klok uit 1474 (toon es) werd gegoten door Geert van Wou. De Mariaklok (ton as) werd in 1644 gegoten, de jongste klok in 1959.

### Overig
Waardevolle ivoren werken uit het bezit van het stift van Zyfflich werden in het begin van de 20e eeuw verkocht en verdwenen naar New York en Münster.

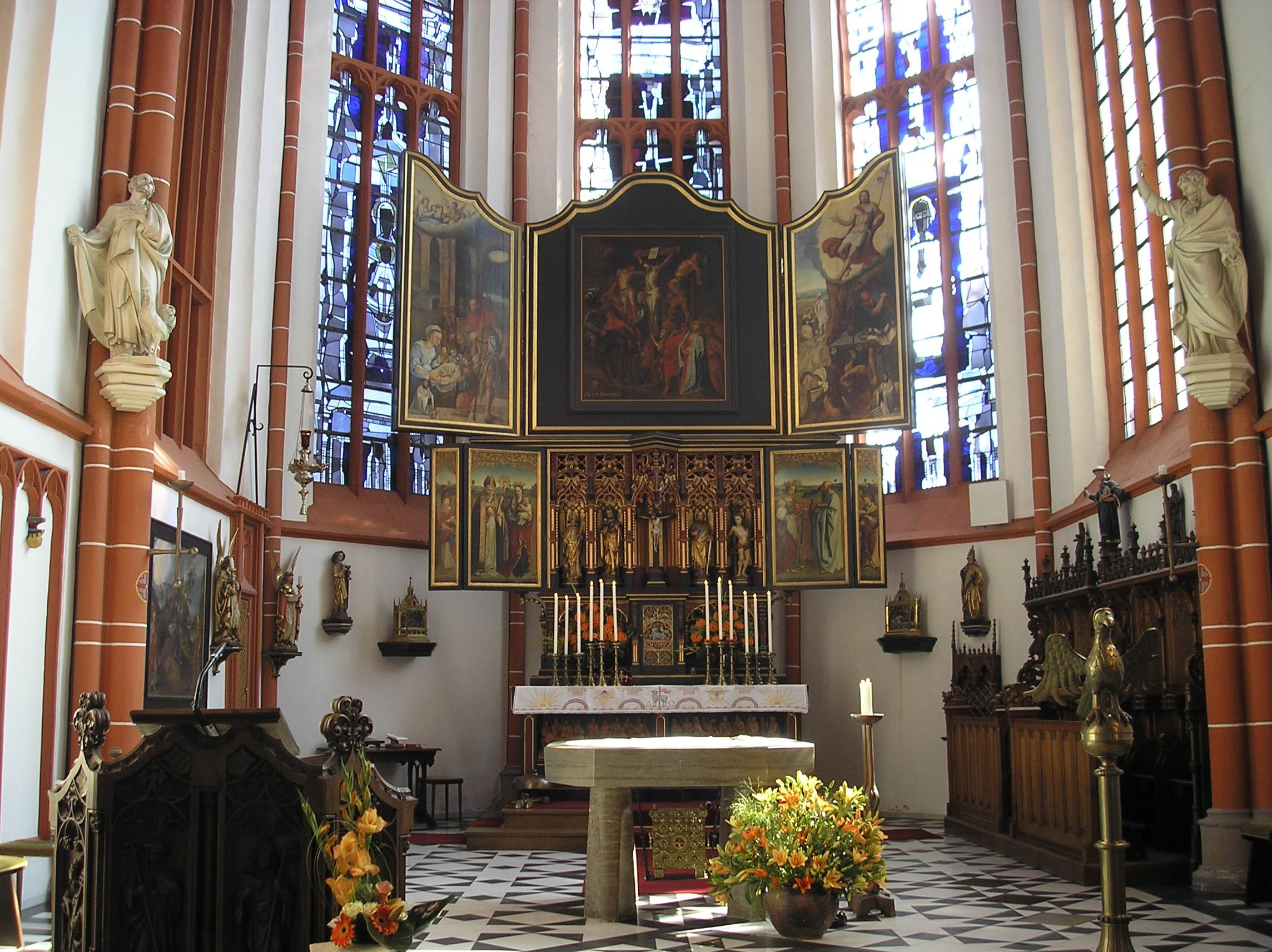
Hoogaltaar
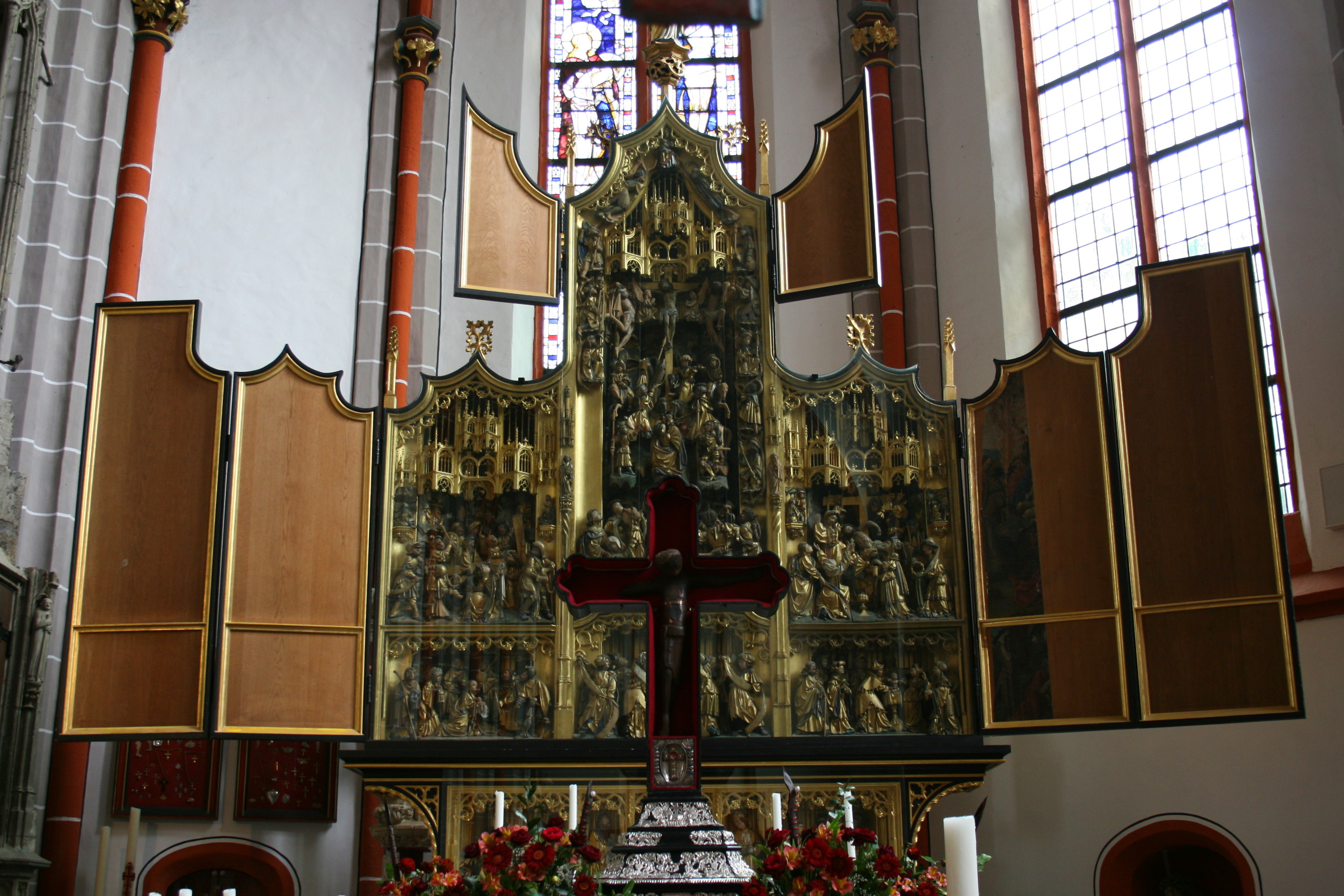
Kruisaltaar
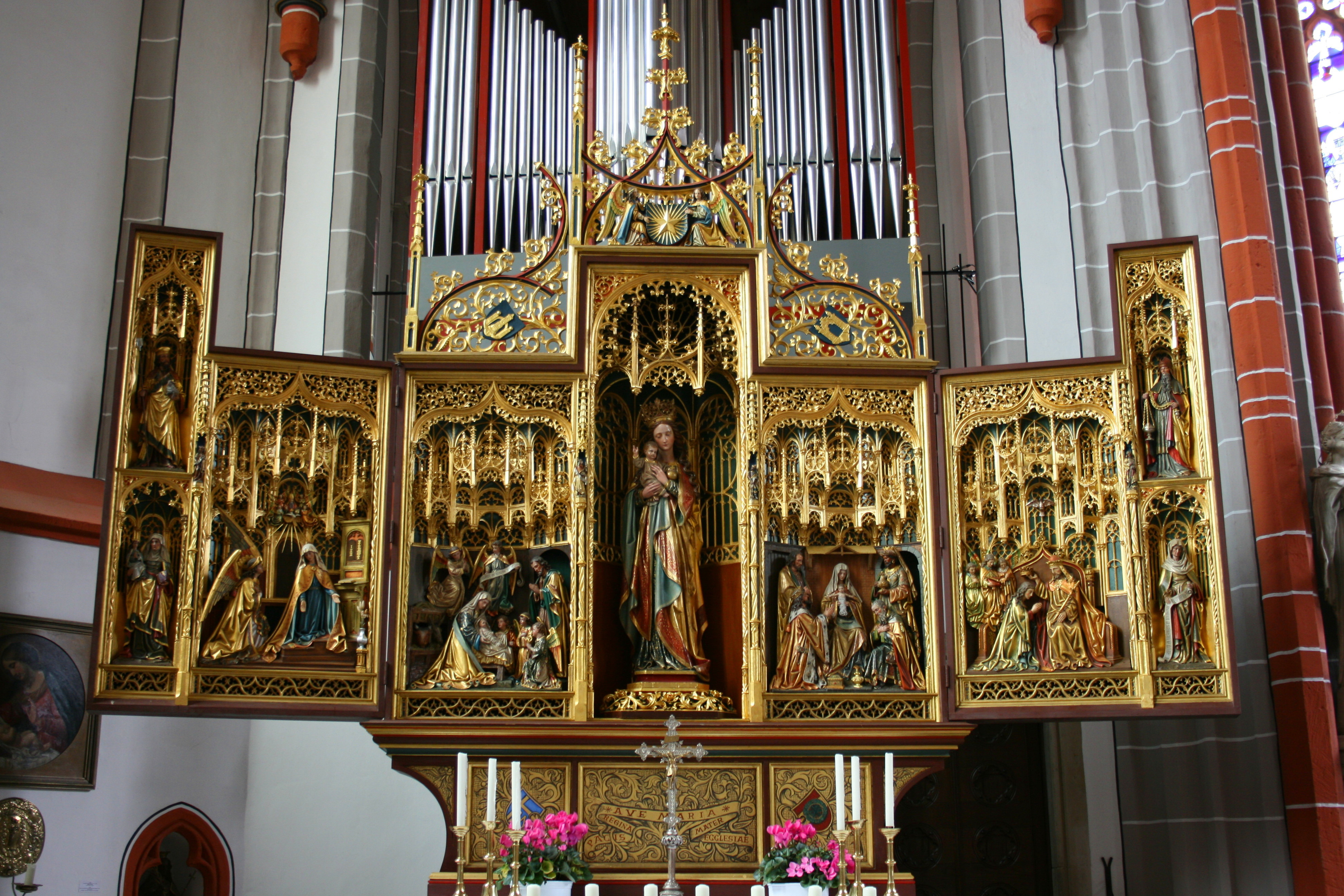
Maria-altaar
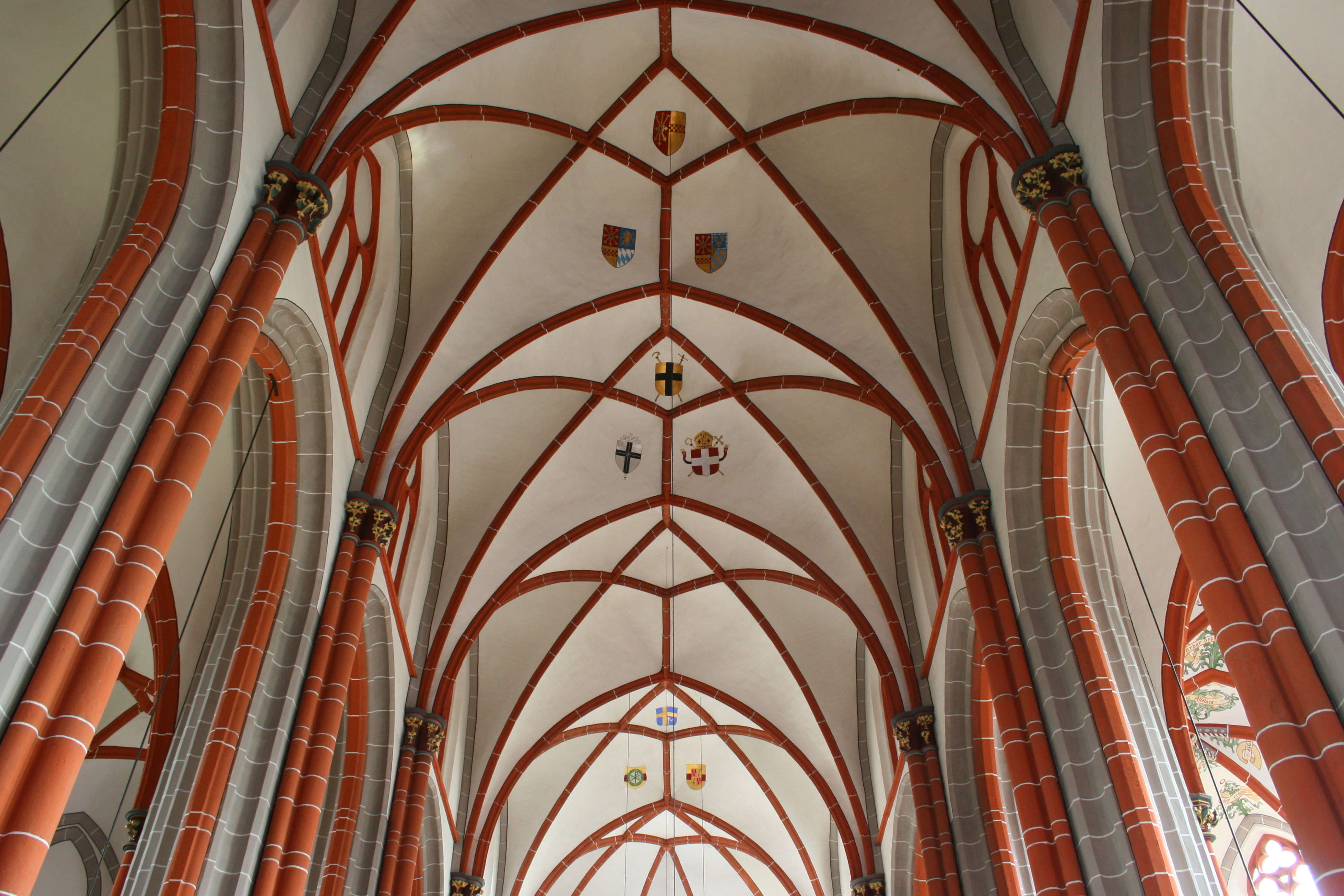
Wapens in de gewelven
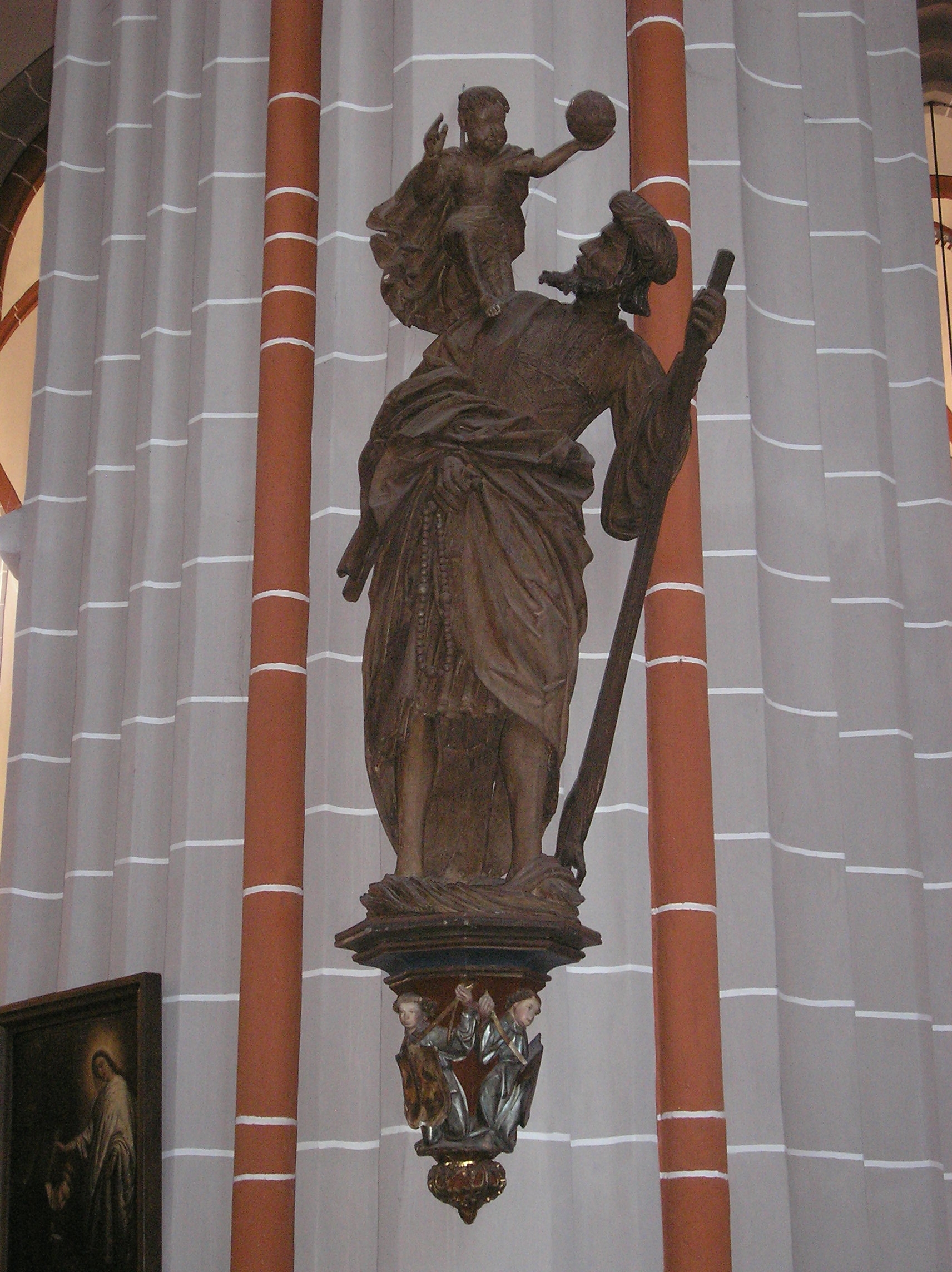
beeld Sint-Christoffel
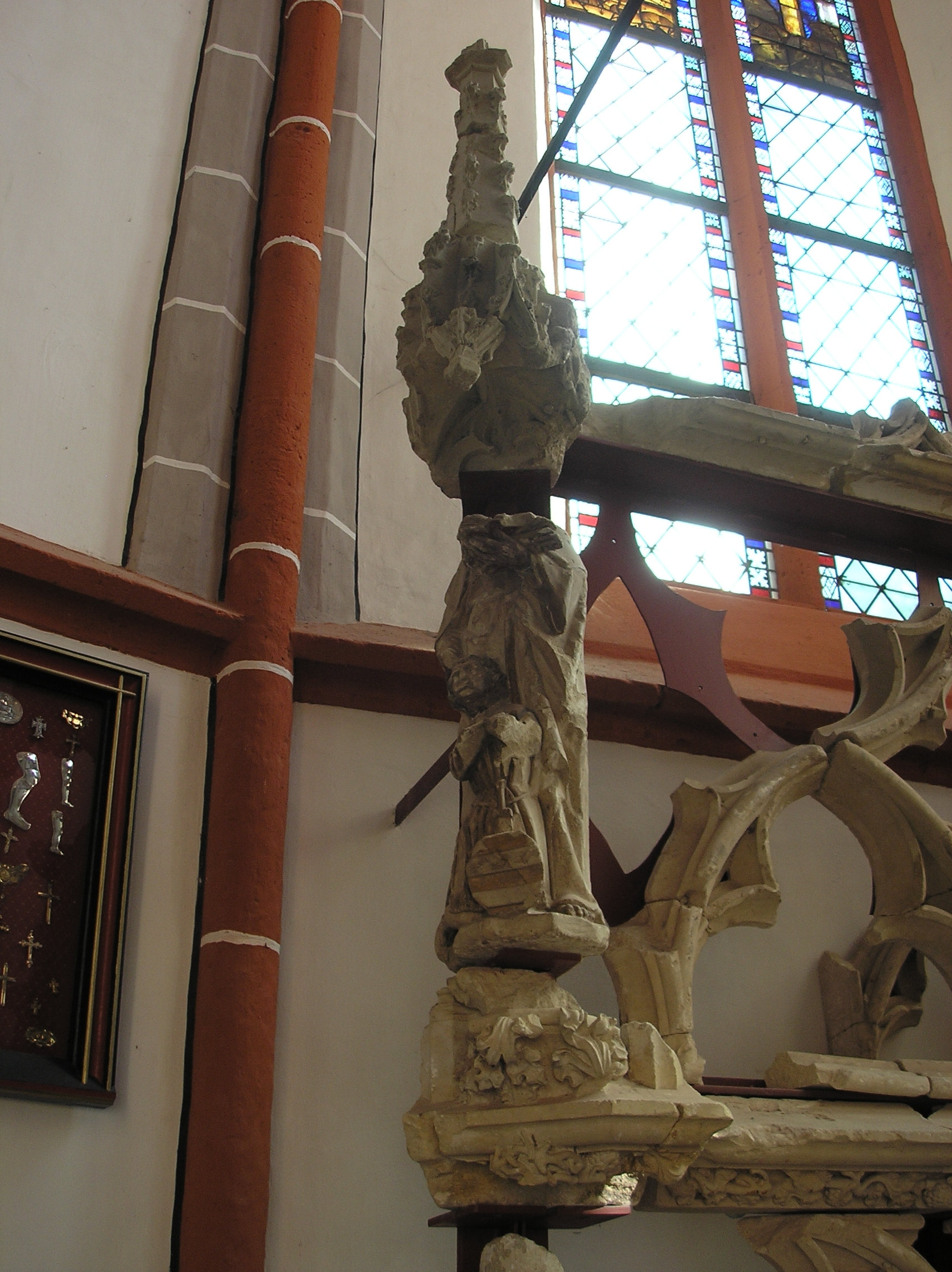
deel doksaal